# Life's a Bitch
Singles de Nas featuring AZ
The World Is Yours
(1994) One Love
(1994)
Pistes de Illmatic
N.Y. State of Mind The World Is Yours
Life's a Bitch est une chanson du rappeur américain Nas en featuring avec AZ sortie en avril 1994, issue de son premier album Illmatic. 

## Histoire
Life's a Bitch est produit par L.E.S. et Nas, faisant partie des singles de Illmatic. Olu Dara, père de Nas, joue du cornet dans la chanson et contribue à l’ambiance jazz du single. Revenant sur la participation de son père, Nas explique : « J'ai demandé à mon père de jouer à la fin - je lui ai dit de jouer tout ce qui lui vient à l'esprit quand il pense à moi en tant qu'enfant ».

## Caractéristiques artistiques
Life's a Bitch est considéré comme un classique dans le milieu du hip-hop en raison de son lyrisme complexe. La chanson est coupée en deux parties, la première étant rappée par AZ et la seconde par Nas. Les vers d'AZ sont denses et ont pour sujet la volonté du rappeur de « perpétuer la tradition » de ceux qui ont pavé le chemin pour lui. Quant à Nas, il explique sa joie d’être en vie à ses vingt ans et se penche sur son enfance difficile, consistant à « voler aux étrangers » leur green card et à vendre de la drogue. Cependant, le ton que Nas emploie montre qu'il veut plus expliquer que glorifier ses actions passées et a maintenant une vision positive de la vie.
Depuis la sortie de Illmatic, les fans discutent sur le meilleur vers de Life's a Bitch. Certains affirment que la partie de AZ est plus complexe et impressionnante que celle de Nas. Cependant, le vers de ce dernier est considéré comme l'un des meilleurs de sa carrière.